# Siegfried Neyer
Siegfried Neyer (* 6. August 1955 in Schruns) ist ein österreichischer AHS-Lehrer und Politiker (FPÖ). Neyer war von 1992 bis 2009 Abgeordneter zum Vorarlberger Landtag.

## Ausbildung und Beruf
Siegfried Neyer wurde am 6. August 1955 in der Montafonergemeinde Schruns im österreichischen Bundesland Vorarlberg geboren. Er besuchte die Volksschule in seiner Heimatgemeinde sowie ein Jahr lang die dortige Hauptschule, ehe er ans Bundesgymnasium und Bundesrealgymnasium Bludenz wechselte, wo er 1975 die Matura ablegte. Anschließend leistete Neyer den Grundwehrdienst beim österreichischen Bundesheer ab und begann im Jahr 1976 das Lehramtsstudium in Biologie und Erdwissenschaften an der Universität Innsbruck. Dieses schloss er im Jahr 1981 mit der Sponsion zum Magister der Naturwissenschaft (Mag. rer. nat.) ab.
Direkt im Anschluss an seinen Studienabschluss wurde Siegfried Neyer ab 1981 als AHS-Lehrer an seiner früheren Schule, dem Bundesgymnasium Bludenz, tätig. Von 1995 bis 1998 war er infolge seiner politischen Tätigkeit völlig, von 1998 bis 2009 teilweise von der Berufsausübung freigestellt. 2009 nahm Neyer nach dem Abschied aus der aktiven Landespolitik seine Lehrtätigkeit am Bundesgymnasium Bludenz wieder auf. Am BG Bludenz unterrichtet Neyer Informatik, Biologie, Physik und Chemie.

## Politischer Werdegang
Im Jahr 1985 wurde Siegfried Neyer erstmals in die Schrunser Gemeindevertretung gewählt, 1989 trat er in die FPÖ Vorarlberg ein. Von 1990 bis 1996 sowie von 2000 bis 2010 vertrat Neyer seine Fraktion auch im Schrunser Gemeinderat. 2002 wurde er zum stellvertretenden Ortsgruppenobmann der FPÖ Schruns gewählt, seit 2004 ist er deren Obmann.
Erstmals in den Vorarlberger Landtag berufen wurde Siegfried Neyer am 7. Oktober 1992, als er zunächst seinem ausgeschiedenen Parteikollegen Bruno Hummer auf dessen Mandat im Landtagswahlkreis Bludenz folgte. Nach der Landtagswahl 1994 rückte Neyer am 23. November 1994 erneut in den Landtag nach, als Ewald Stadler zugunsten des Nationalratsmandats auf sein Landtagsmandat verzichtete. Ab diesem Zeitpunkt war er in der Folge auch gewählter Klubobmann des Landtagsklubs der FPÖ Vorarlberg, die zu diesem Zeitpunkt eine der Regierungsfraktionen im Vorarlberger Landtag war. Bei zwei weiteren Landtagswahlen in den Jahren 1999 und 2004 wurde Neyer jeweils als Landtagsabgeordneter wiedergewählt, Klubobmann der FPÖ blieb er allerdings nur bis zum 1. Oktober 2000. Innerhalb des freiheitlichen Landtagsklubs fungierte Neyer als Bereichssprecher für Umwelt, Energie, Föderalismus, Tourismus und Tierschutz. Neyer kündigte bereits im April 2008 an, bei der Landtagswahl 2009 auf Grund seiner bereits langjährigen Zugehörigkeit zum Landtag nicht mehr antreten und künftig wieder voll in seinen Beruf als AHS-Lehrer einsteigen zu wollen.
Parteiintern nahm Siegfried Neyer ebenfalls mehrere Funktionen wahr. So war er von 1996 bis 2006 Bezirksparteiobmann der FPÖ im Bezirk Bludenz und Mitglied des Landesparteipräsidiums sowie des Landesparteivorstands und der Landesparteileitung. Von 26. April 1996 bis 24. März 2006 war Neyer zudem unter den Obmännern Hubert Gorbach und Dieter Egger Landesparteiobmann-Stellvertreter. Nach wie vor ist Siegfried Neyer Obmann des Freiheitlichen Lehrerverbands in Vorarlberg.

## Privatleben
Siegfried Neyer lebt in Schruns, ist seit 1978 verheiratet und Vater von zwei Söhnen.